# Jane Child
Jane Child, född 15 februari 1967, är en kanadensisk sångerska, låtskrivare och producent, som slog igenom med singeln "Don't wanna fall in love" 1990. Hennes första album hade god framgång, där båda singlarna hamnade på Billboard top 100, men efter det så har karriären inte gått lika bra. 

## Diskografi

### Album
- Jane Child (1989) Warner Bros. Records
- Here Not There (1993) Warner Bros. Records
- Surge (2001) Sugarwave Records

### Övriga album
- Surge Remixed (2002) Sugarwave Records
- What's Love? A Tribute to Tina Turner (2004) Versailles Records[3]